# غلين موردوك
غلين موردوك (بالإنجليزية: Glenn Murdock) هو قاضي ومحامي أمريكي، ولد في 25 يونيو 1956 في إنتربرايز في الولايات المتحدة.

## وصلات خارجية
- غلين موردوك على موقع إن إن دي بي (الإنجليزية)